# Fond Cacoa
Fond Cacoa es una localidad de Santa Lucía que forma parte del distrito de Soufrière.